# Twente Plat
Twente Plat is een revuegezelschap dat vooral in het oosten van Nederland optreed.

## Achtergrond
Sinds 1977 zijn Fred en Angie Rootveld uit Bornerbroek bezig met het vastleggen van Twentse revue. Dat deden ze door Twentse conferenciers op lp en later op cd en dvd vast te leggen onder de naam Twente Plat. Deze revue trok in de jaren '70 en '80 volle zalen in de regio. Dit waren toen Gerard (Gait) Kemerink oet 't Klooster (1946-1996), Fons Platenkamp (1947-2016), Naats oet Hengel, Ronald Meijer, Herman Harmsen (Mans) en Herman Hendriks (Graads) uit Hengelo en Duo Christenhusz. Twente Plat ging daarna jaarlijks op tournee met een avondvullende Twentse voorstelling van Hendurk en Geessie en Geertje en Mans. In 2017 vierden zij het veertig jaar jubileum na 20 lp's, 12 cd's en 7 dvd's.

## Geluidsdragers

### Lp's
- 1978 - Een klein uur Twentse humor, opgenomen in "Zaal Annink" in Bornerbroek (3 maart 1978) en in "Zaal Morshuis" in Albergen (4 maart 1978).
- 1979 - Twente Plat 2, opgenomen in "Dancing de Kei" te Oldenzaal (10 mei 1979) en in het verenigingsgebouw te Hengelo (12 mei 1979)
- 1980 - Twente Plat 3: Lachen is gezond.
- 1982 - Twente Plat 4.
- 1983 - Twente Plat 5.
- 1984 - Twente Plat 6.
- 1986 - Twente Plat 7: op tournee "wat'n pröttel, wat'n pröttel"
- 1987 - Twente Plat 8.
- 1989 - Twente Plat 9: Aait vedan.

### Cd's
- 1994 - Het beste van Overijssels Plat (compilatie).
- 1994 - Twente Plat, volume 1: een klein uur Twentse humor (compilatie).
- 1995 - Twente Plat 2: de boel op'n biester (compilatie).
- 1998 - Het allerbeste van Gait oet't klooster (compilatie).
- 1999 - De allerbeste van Mans en Graads (compilatie).
- 2001 - Twente Plat 3 (compilatie).
- 2002 - Twente Plat 4.
- 2003 - Twente Plat 5.
- 2004 - Twente Plat 6.
- 2005 - Twente Plat 7.
- 2006 - Twente Plat 8.
- 2007 - Twente Plat 9.
- 2008 - Twente Plat 10.
- 2009 - Twente Plat 11.
- 2010 - Twente Plat 12.